# Karin Temmerman
Pour les articles homonymes, voir Temmerman.
Karin H.A. Temmerman, née le 18 juin 1958 à Gand est une femme politique belge flamande, membre du Sp.a. Elle est la nièce de Gilbert Temmerman.
Elle a étudié la morale laïque.

## Fonctions politiques
- échevine à Gand
- député fédérale depuis le 13 juin 2010